# Maria Frisé
Maria Frisé (* 1. Januar 1926 als Maria von Loesch in Breslau; † 31. Juli 2022) war eine deutsche Journalistin und Schriftstellerin.

## Leben
Maria Frisé war die Tochter eines schlesischen Großgrundbesitzers; ihre Mutter entstammte der gräflichen Familie der Zedlitz und Trützschler. Ihr Onkel war Erich von Manstein, Feldmarschall im Zweiten Weltkrieg. Maria Frisé verbrachte Kindheit und Jugend auf dem elterlichen Gut in Lorzendorf (Niederschlesien).
Nachdem sie 1944 die Reifeprüfung abgelegt hatte, heiratete sie am 18. Januar 1945 ihren Cousin Hans-Conrad Stahlberg; noch am selben Tag floh die Familie vor der heranrückenden Roten Armee. Die Nachkriegszeit verbrachte Maria Frisé mit ihrer Familie in Hamburg und Schleswig-Holstein. Nachdem ihre erste Ehe, aus der die drei Söhne Hubertus, Jürgen und Constantin Stahlberg hervorgingen, gescheitert war, heiratete sie 1957 den Journalisten Adolf Frisé.
Maria Frisé begann nun, journalistische Beiträge für Zeitungen und den Rundfunk zu liefern. Ab 1968 gehörte sie der Redaktion der Frankfurter Allgemeinen Zeitung an. Von 1968 bis 1991 verantwortete sie im Feuilleton der FAZ die Tiefdruckbeilage „Bilder und Zeiten“. Noch im letzten Jahr ihres Lebens schrieb sie sieben Artikel für die FAZ und war damit die mit Abstand älteste aktive Mitarbeiterin der Zeitung.
Maria Frisés journalistisches Werk umfasst vorwiegend Feuilletons und Rezensionen. Daneben verfasste sie Erzählungen, Essays, autobiografische Schriften und Gedichte. Sie war Mitglied des deutschen PEN-Zentrums.
Sie lebte in Bad Homburg vor der Höhe.

## Auszeichnungen
Maria Frisé wurde 1991 mit der Hedwig-Dohm-Urkunde des Journalistinnenbundes ausgezeichnet, 1994 erhielt sie die Ehrengabe zum Andreas-Gryphius-Preis, 1996 den Sonderpreis des Kulturpreises Schlesien des Landes Niedersachsen.

## Werke

### Monografien
- Hühnertag und andere Geschichten. Rowohlt, Reinbek bei Hamburg 1966.
- Erbarmen mit den Männern. Rowohlt, Reinbek bei Hamburg 1983, ISBN 978-3-499-15175-0.
- Montagsmänner und andere Frauengeschichten. Fischer, Frankfurt am Main 1986, ISBN 978-3-596-23782-1.
- Eine schlesische Kindheit. Deutsche Verlagsanstalt, Stuttgart 1990, ISBN 3 499 33187 X.
- zus. mit Jürgen Stahlberg: Allein – mit Kind. Piper, München 1992,   ISBN 978-3-492-03501-9
- Wie du und ganz anders. Mutter-Tochter-Geschichten. Fischer Taschenbuch, Frankfurt am Main 1994, ISBN 978-3-596-11826-7.
- Liebe, lebenslänglich. Fischer, Frankfurt am Main 1998, ISBN 978-3-596-14207-1.
- Meine schlesische Familie und ich. Aufbau, Berlin 2004, ISBN 978-3-351-02577-9.
- Familientag. Aufbau, Berlin 2005, ISBN 978-3-7466-2133-3.
- Auskünfte über das Leben zu zweit. Fischer, Frankfurt am Main 2015, ISBN 978-3-596-23758-6.
- Einer lebt immer. Erzählungen. Literareon, München 2021, ISBN 978-3-8316-2269-6.

### Herausgeberschaft
- Helene von Zedlitz-Trützschler, bearb. von Maria Frisé, Thomas von Dellingshausen: Altmark, Berlin, Schlesien, Nachkriegsdeutschland. Erinnerungen. WDV, Bad Homburg v. d. H. 2007, ISBN 978-3-930376-52-0.

## Filme
- Sylvia Strasser, Vita Spieß: Meine drei Leben – Maria Frisé erinnert sich. Paolo-Film, 2021.